# 董啓祥
董啓祥（1561年—？），字玄開，號曉陽，武功左衛軍籍浙江紹興府會稽縣人，明朝人物。

## 生平
习《易经》，國子監學生。萬曆十九年（1591年）中式辛卯科順天府鄉試第四十三名舉人。

## 家族
曾祖董模，生员；祖董聞仁；父董循，教讀。母王氏。慈侍下。弟董應祥（府知事）、董呈祥、元祥、董懋史（庚子舉人）、董懋中（同科應天舉人）。